# Diodogorgia ceratosa
Diodogorgia ceratosa är en korallart som beskrevs av Kükenthal 1919. Diodogorgia ceratosa ingår i släktet Diodogorgia och familjen Anthothelidae. Inga underarter finns listade i Catalogue of Life.